# Ришангер, Уильям

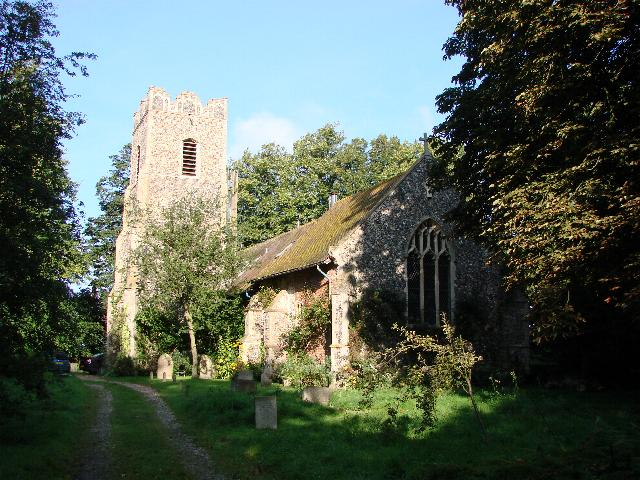
Церковь Святой Маргариты Антиохийской в Ришанглсе (Суффолк), XIII в.

Уильям Ришангер (англ. William Rishanger, лат. Willelmus de Rishanger, Guilelmus Rishangerus, около 1250 — после 1312), по прозвищу «Хронограф» (лат. Chronigraphus) — английский хронист, монах-бенедиктинец из аббатства Св. Альбана в Сент-Олбансе (Хартфордшир), летописец второй войны баронов (1264—1267), автор «Описания войны у Льюиса и Ившема» (лат. Narratio de Bellis apud Lewes et Evesham), продолжения хроник Сент-Олбанса и др. сочинений.

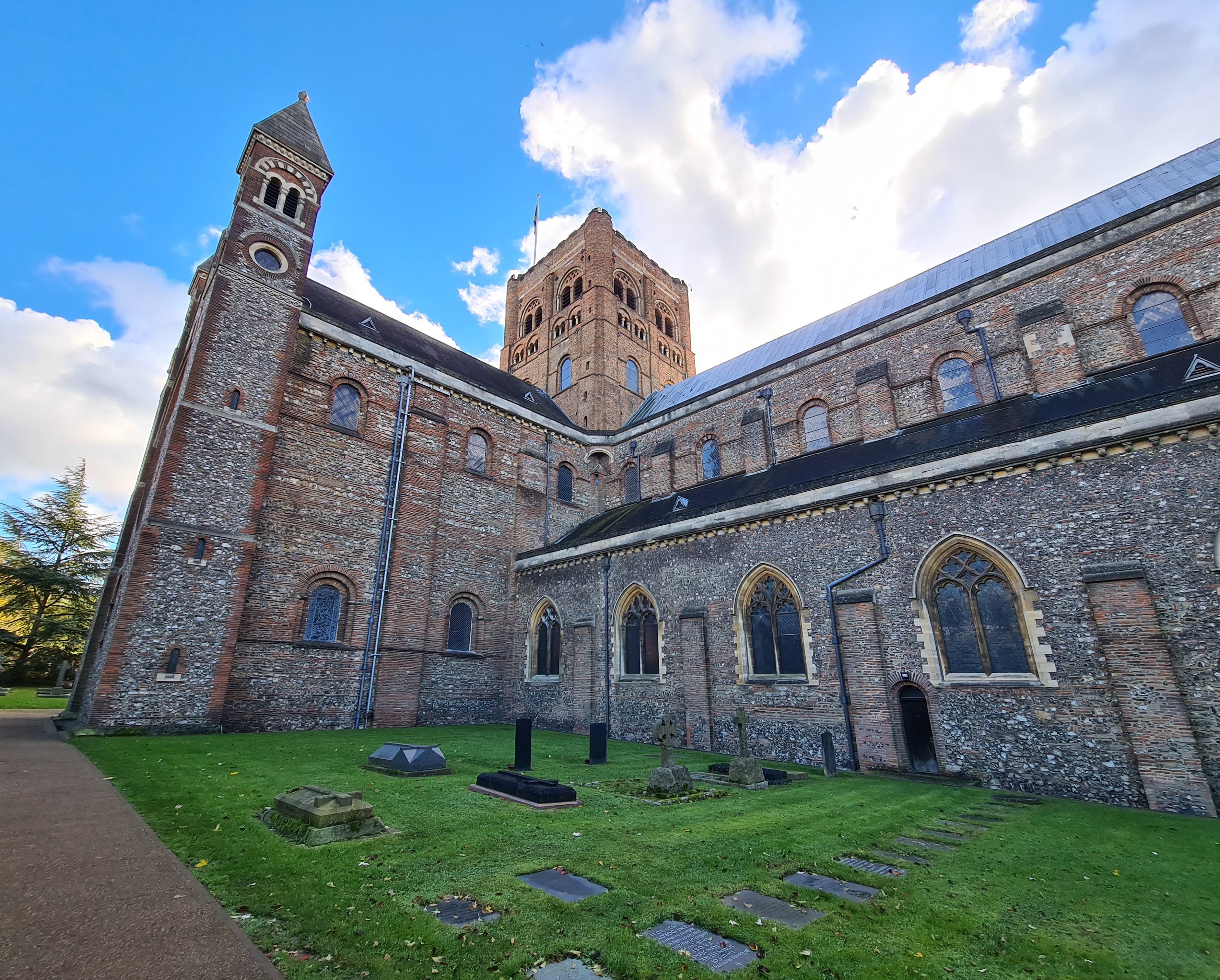
Аббатство Святого Альбана в Сент-Олбансе (Хартфордшир), XI—XIII вв.

## Биография
В одном из своих сочинений под 1312 годом Ришангер называет самого себя «62-летним», на основании чего датой его рождения условно принято считать 1249/1250 год. Вероятно, был уроженцем Ришанглса, в 7 милях к югу от Дисса в Суффолке. 
Около 1271 года он вступил в орден бенедиктинцев и принял постриг в монастыре Св. Альбана в Сент-Олбансе, где к тому времени почти угасли традиции историописания, заложенные Матвеем Парижским (ум. 1259), но функционировала собственная школа и велось активное строительство, поощряемое энергичным аббатом Роджером де Нортоном (1263—1290). Вероятно, по инициативе последнего Ришангер стал официальным летописцем аббатства, получив доступ к его рукописному собранию.
Несмотря на то, что сам Ришангер скромно называл себя cronigraphus или cronicator, его первый биограф и земляк известный антикварий эпохи Тюдоров Джон Бейл, приписывавший ему не менее 7 исторических сочинений, в своём «Каталоге наиболее прославленных писателей Британии» (1548) называет его «королевским историографом» на службе у Генриха III (ум. 1270). 
Возможно, он был жив ещё 3 мая 1312 года, так как эта дата приводится в автобиографическом фрагменте его истории второй баронской войны, некогда изъятом из основной рукописи и хранившемся в составе другого манускрипта (BL MS Reg. 14 C. i). Один из исследователей и издателей произведений Ришангера антикварий и переводчик XIX века Генри Томас Райли, на основании упоминания в его хронике смерти Эдуарда II, допускал, что он дожил до 1327 года, что представляется маловероятным. Также возможно, что другой известный хронист, монах той же обители Джон из Трокелоу, в конце его жизни служил у него писцом.

## Сочинения
Наибольший интерес для историков-медиевистов представляет его оригинальное «Описание войны [баронов] у Льюиса и Ившема» (лат. Narratio de Bellis apud Lewes et Evesham), охватывающее события 1258—1267 годов и посвящённое главным образом второй баронской войне с Генрихом III, в том числе историческим сражениям при Льюисе (1264) и при Ившеме (1265), а также судьбе легендарного лидера мятежников графа Симона де Монфора, которого хронист описывает в панегирическом духе, сравнивая с Иосией, Иоанном Крестителем и св. апостолами. Вероятно, это подробное и в целом заслуживающее доверия сочинение написано было не ранее 1304 года, так как в нём упоминается имевшая место в том году осада замка Стирлинг. Также можно предположить, что автор в годы своей юности был очевидцем некоторых из описываемых событий.
Между 1307 и 1312 годами Ришангер составил также продолжение «Хроник Сент-Олбанса» (лат. Willelmi Rishanger Monachi S. Albani Chronica, или англ. Rishanger's Chronicle), дополнявшее «Большую хронику» Матвея Парижского сведениями с 1259 по 1307 год и хронологически охватывающее последние годы царствования Генриха III и правление Эдуарда I. По мнению ряда исследователей, в основе него может лежать латинское сочинение Opus Chronicorum, составленное в Сент-Олбансе другим летописцем, которое также продолжало труд Матвея Парижского и охватывало события 1259—1296 годов. Другими источниками Ришангеру могли послужить «Flores Historiarum» сент-олбанского монаха Роджера Вендоверского и «Анналы шести королей Англии» известного теолога и хрониста Николая Тривета. 
Помимо войны Генриха III с баронами, в продолжении хроник Сент-Олбанса описывается внешняя и внутренняя политика его сына Эдуарда Длинноногого, в том числе подготовка им крестового похода (1287—1291), завоевание Уэльса и Шотландии, изгнание евреев из королевства (1290) и пр. Авторство Ришангера в отношении ранней части этого сочинения до 1272 года обоснованно оспаривалось.
Возможно, Ришангер был продолжателем и другого сочинения Матвея Парижского — «Деяний аббатов Сент-Олбанского монастыря» (лат. Gesta Abbatum Monasterii Sancti Albani, а также составил «Краткое описание деяний Эдуарда I» (лат. Quaedam recapitulatio brevis de gestis domini Edwardi). Также ему приписываются «Анналы шотландских королей» (лат. Annales regni Scotiae, 1291—1292) и «Анналы Англии и Шотландии» (лат. Annales Angliae et Scotiae, 1292—1300), но без достаточных на то оснований.

## Рукописи и издания
«Описание войны баронов» сохранилось в единственной рукописи XIV века из собрания Коттона Британской библиотеки (MS Claudius D. vi. ff. 97–114). «Деяния Эдуарда I» сохранились в двух рукописях: MS Bibl. Reg. 14 C. i и Cotton. MS Claudius, D. vi (Британская библиотека). Продолжение хроник Сент-Олбанса сохранилось в нескольких рукописях, наибольшую ценность из которых представляют три: MS Bibl. Reg. 14 C. vii, MS Cotton Claudius E. iii и MS Cotton Faustina B. ix (там же).
Первое полное издание продолжения хроник Сент-Олбанса Ришангера выпущено было в 1840 году в Лондоне известным литературоведом Джеймсом О. Холливел-Филипсом для Кэмденовского общества. Критическое издание их вместе с «Деяниями Эдуарда I» (лат. Willelmi Rishanger Gesta Edwardi Primi Regis Angliæ) под редакцией вышеназванного Генри Томаса Райли увидело свет в 1865 году в научной Rolls Series. В 1888 году «Описание войны у Льюиса и Ившема» и «Деяния Эдуарда I» издал в Ганновере немецкий историк Феликс Либерман, включив их в XXVIII том академической серии Monumenta Germaniae Historica (Scriptores).